# Musei di Caserta

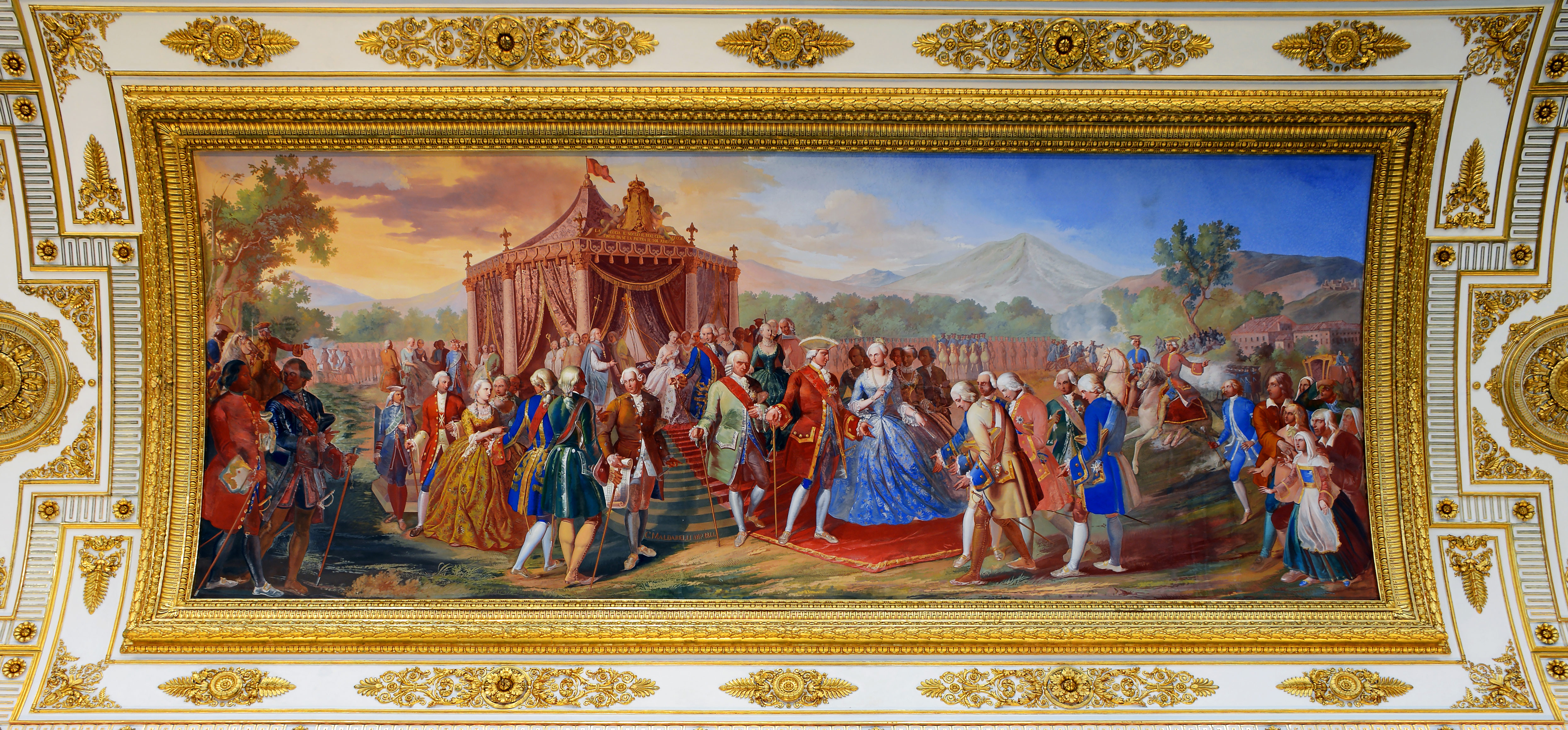
Dipinto raffigurante la 'Posa della prima pietra della Reggia', presente nel Museo dell'Opera

Sono diverse le strutture museali che insistono nella città di Caserta. A quelle storiche che si trovano nella Reggia di Caserta e nel Belvedere di San Leucio, negli ultimi anni se ne sono aggiunte altre, come il Museo delle Cere e quello d'Arte Contemporanea che hanno accresciuto l'offerta turistica della città.

## Musei

### Archeologici
- Caserta non ha ad oggi (2021) un museo archeologico. Nel primo livello interrato della Reggia di Caserta sono esposte in sito 7 tombe di età sannitica e i reperti ritrovati. L'allestimento fu inaugurato nel 1993. Attualmente è chiuso (2022).

### Artistici
- Museo degli Appartamenti Reali della Reggia di Caserta

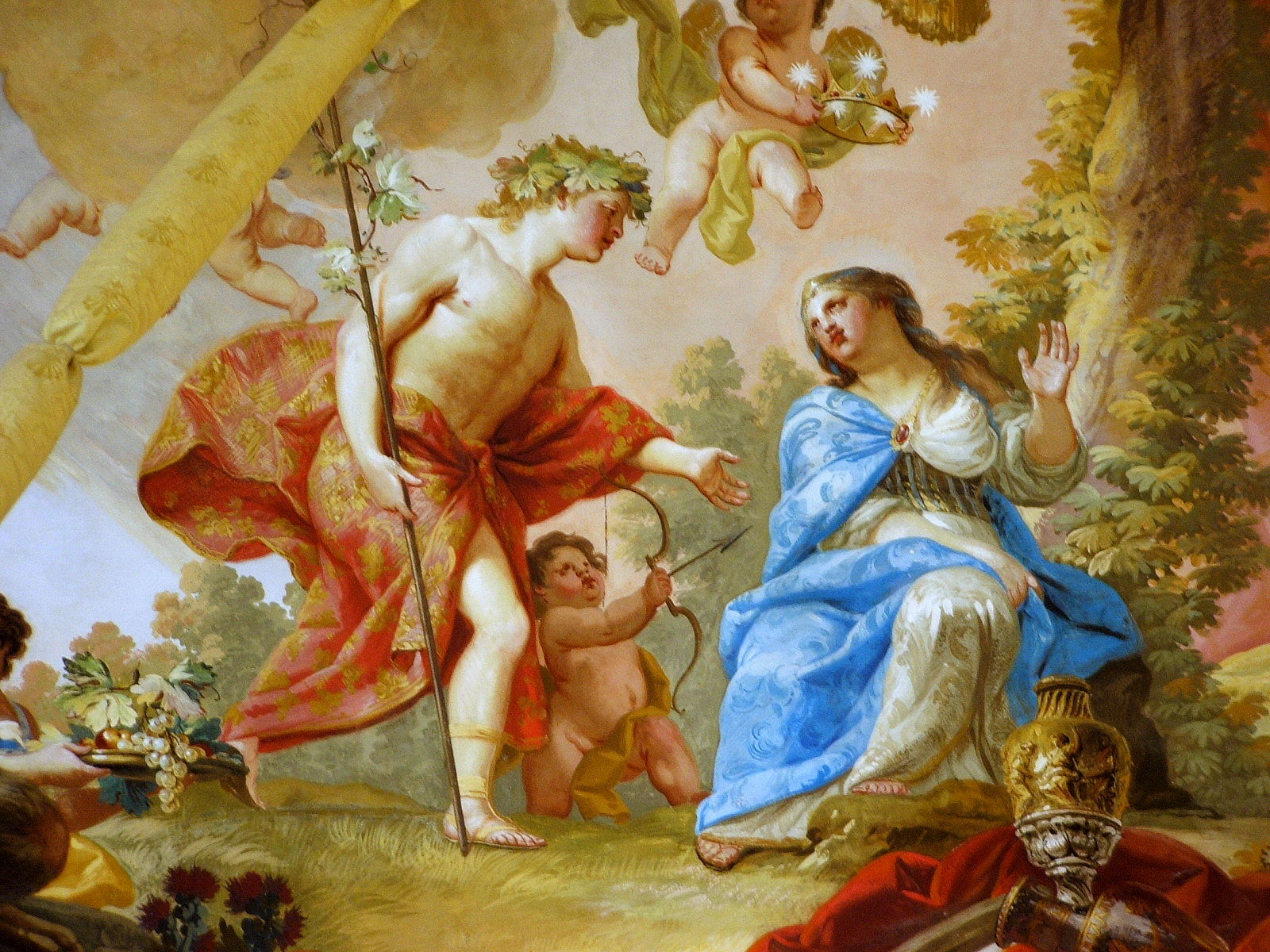
Affresco negli Appartamenti Reali

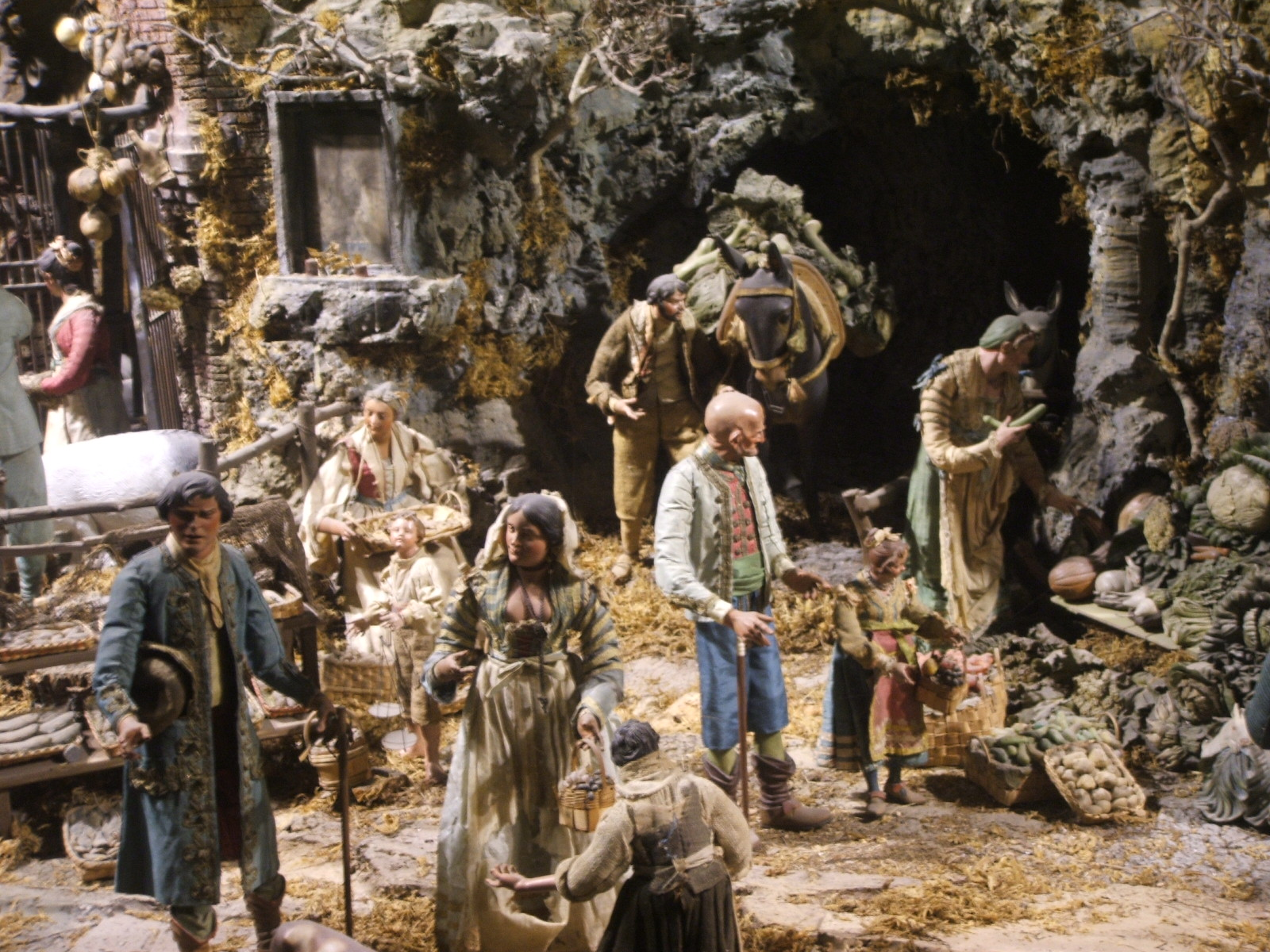
Presepe Reale del XVIII secolo

Gli appartamenti della Reggia presentano ogni stanza particolari arredamenti e dipinti enormi che spesso ricoprono intere pareti. Tra le stanze più caratteristiche si annoverano quelle del Re, con la sala del trono, e gli appartamenti della Regina. In una delle sale (già teatro da camera) è collocato anche il Presepe Reale del Settecento. Al termine del percorso degli appartamenti reali del 1700 è una pinacoteca con nature morte di autori olandesi e italiani, opere di Giuseppe Bonito, Luca Giordano, e soprattutto di Ilario Giacinto Mercanti detto lo Spolverini, col ciclo dei "fasti Farnesiani", Antonio Joli e Jakob Philipp Hackert (ciclo dei "Porti del Regno di Napoli); ospita anche numerosi ritratti della famiglia dei Borbone.
- Collezione Terrae Motus della Reggia di Caserta

Situata in alcune stanze degli appartamenti reali della Reggia di Caserta contiene opere d'arte contemporanea commissionate dal gallerista napoletano Lucio Amelio dopo il terremoto del 23 novembre 1980: tra le opere sono esposti lavori di Andy Warhol, Joseph Beuys e Keith Haring.
- Museo dell'Opera e del Territorio della Reggia di Caserta

Situato all'interno della Reggia, fu inaugurato nel 1993. Raccoglieva dipinti, testimonianze, suppellettili e tutto quanto riguarda la costruzione della Reggia stessa. Esponeva anche opere d'arte recuperata da chiese e conventi del territorio (principalmente dopo il terremoto del 1980) e impossibili da custodire nelle loro sedi originarie. Chiuso almeno dal 2015, è stato completamente disallestito tranne la sala archeologica con le tombe sannitiche.
- Museo Diocesano di Caserta

Istituito nel corso del 1996, documenta la tradizione artistico - religiosa del Casertano. Gli oggetti esposti sono in prevalenza paramenti sacri, arredi liturgici, dipinti, ex voto e sculture provenienti dalle varie chiese della diocesi, raccolti nei depositi della Curia dopo l'evento sismico del novembre 1980 per preservarli dall'incuria e tutelarli dai furti: circa duecento opere tra dipinti, sculture, apparati liturgici, reliquari ed ex voto, che coprono un arco di tempo che va dal XIV al XIX secolo. Tra i pezzi più antichi vanno collocati alcuni manufatti lapidei: reperti archeologici, frammenti scultorei dell'XI e XII secolo, lapidi del XV e del XVII secolo.
- Museo d'Arte Contemporanea "Mac 3"

Collocato in alcune sale del Complesso di Sant'Agostino, nel pieno centro storico di Caserta, ospita le opere di una trentina di artisti che, partiti dalla provincia di Caserta, hanno poi conquistato successo e fama in tutta Italia e talvolta anche all'estero. Autori del calibro di Raffaele Bova, Antonio De Core, Bruno Donzelli, Battista Marello, Gabriele Marino, Andrea Sparaco, Antonello Tagliafierro, Alfredo Aceto, Giovanni Tariello.
- Museo del Real Belvedere di San Leucio

Situato nel Belvedere di San Leucio, ospita tre sezioni. Il percorso degli appartamenti storici reali è nel corpo di fabbrica principale e più antico: spiccano per importanza l'affresco di Fedele Fischetti nella sala da pranzo e i dipinti di Jakob Philipp Hackert nel bagno (dalla singolare enorme piscina gradonata). La sezione "Museo della seta" offre un percorso attraverso attrezzi e manufatti dell'Ottocento e del Novecento destinati alla lavorazione della seta, recuperati a San Leucio. La terza è la ricostruzione di una casa operaia, con arredi, abiti e tessuti. Per alcuni anni ha ospitato mostre di opere di arte contemporanea a cura del Museo d'Arte Contemporanea.

### Scientifici
- Museo "Michelangelo"

È stato istituito nel 2004 e aperto al pubblico il 24 maggio del 2004, in occasione della sesta Settimana della Cultura grazie alla collaborazione tra la Soprintendenza di Caserta e Benevento e l'Archivio di Stato di Caserta. È collocato all'interno dell'Istituto Tecnico Statale  "M. Buonarroti". Il Museo offre in esposizione strumenti topografici dell'Ottocento e del Novecento, macchine di calcolo e modelli didattico-scientifici per la topografia costruiti tra la metà dell'Ottocento e gli anni settanta del Novecento (sono presenti strumenti di Giuseppe Spano e del figlio Gaetano, prodotti a Napoli nella seconda metà del XIX secolo, strumenti Brunner, Galileo, Filotecnica - Salmoiraghi). La sezione di storia della misura (De Arte Mensoria) espone riproduzioni moderne in copia degli strumenti di misura del terreno (distanze e angoli) dall'antichità romana al Seicento. Il museo ha anche: una sezione di mineralogia che comprende oltre 300 esemplari di rocce (sedimentarie, metamorfiche, magmatiche) e minerali e documenta i principali sistemi geologici della provincia di Caserta e del resto d'Italia; una sezione di storia del disegno (tecniche, strumenti ed elaborati grafici che illustrano l'evoluzione del disegno fino alle attuali elaborazioni al calcolatore (CAD); una vasta sezione di modelli didattici e scientifici (per l'architettura e l'edilizia, la topografia e le costruzioni stradali, la storia dell'arte, l'agraria, le lavorazioni viti-vinicole, casearie, l'allevamento del bestiame, etc.); una sezione di scienze pure (chimica, fisica, scienze naturali) con strumenti, attrezzi e materiali didattici dalla metà dell'Ottocento alla metà del Novecento.
- Planetario di Caserta

Il Planetario di Caserta è una struttura museale di proprietà del Comune di Caserta, per la divulgazione dell'astronomia e della storia della scienza. 
La cupola di proiezione è gestita in modo completamente digitale. Offre anche un piccolo percorso museale (strumenti in originale e in copia, libri del 1800, postazioni interattive, rocce e minerali, modelli).

### Etnografici
- Museo delle Feste e delle tradizioni popolari

Situato nella frazione di Casertavecchia, all'interno del Palazzo dei Vescovi, documenta la memoria storica del territorio casertano. Inaugurato nel 2005 è chiuso almeno da un decennio.
- Museo delle Cere "Le Muse"

Il museo si articolava in tre sezioni. La più ampia era dedicata alla dinastia Borbone, da Carlo a Francesco II, con ritratti delle mogli, di Luigi Vanvitelli e del ministro Bernardo Tanucci. La seconda richiamava il mito e l'antica origine della nostra civiltà, dalla Sibilla cumana all'eruzione del Vesuvio. La terza proiettava il visitatore nell'età moderna, presentando alcuni degli artefici e protagonisti della cultura campana, dalla letteratura all'arte, allo spettacolo. Troviamo, così, S. Di Giacomo, R.Viviani, E. De Filippo, Totò, V. De Sica, M.Troisi. I diversi personaggi erano contestualizzati in quadri scenografici, con abiti dell'epoca. Il museo delle Cere di Caserta è stato trasferito a Maddaloni, villaggio dei Ragazzi nel 2011.

### Tecnologici
- Museo Dinamico della Tecnologia Adriano Olivetti

Nato nel 2014 per volontà del Centro Studi ed Alta Formazione Maestri del lavoro d'Italia, è situato nella Villa Vitrone. È dotato di un'aula multimediale, della sala Adriano Olivetti dove sono esposte le sezioni: macchine da scrivere storiche, macchine da scrivere da ufficio Olivetti, macchine da scrivere Olivetti portatili, sezione calcolo meccanico Olivetti. sala GianLuigi Diamantini: computer storici Olivetti, sezione fotografia e cinematografia scolastica e domestica. Sono conservati prodotti dalla Olivetti Syntesis (arredo Ufficio).
Si svolgono corsi gratuiti per studenti e visitatori nonché lezioni riguardanti la meccanica, la fisica e la fotografia e organizzazione aziendale.
Museo della Lambretta